# Eutim
Eutim (grec antic: Εὔθυμος, llatí: Euthymus), fill d'Àsticles, va ser un pugilista nascut a Locres Epizefiris. Va ser campió en el pugilat a la 74a Olimpíada (484 aC), però als Jocs Olímpics següents va ser derrotat per Teàgenes de Tassos; a la 76a i 77a Olimpíada va tornar a ser campió. Per totes aquestes victòries tenia una estàtua dedicada a Olímpia, obra de l'escultor Pitàgores.
La seva gran popularitat, afavorida per l'estàtua que tenia dedicada a Olímpia, va fer que apareguessin mites i llegendes entorn del seu personatge. Es deia, doncs, que era un heroi de la Lòcrida que viatjà a Itàlia, i la seva paternitat s'atribuïa al déu riu Cecina. La seva llegenda es vinculava al mite d'Ulisses per via d'un dels seus companys, Polites: es deia que, quan Ulisses desembarcà a Tèmesa, Polites va violar una jove del país, i els habitants de Tèmesa el varen lapidar. A partir de llavors, l'ànima de Polites, convertida en un geni conegut com a Alibant, els perseguia de moltes maneres i els exigia que li sacrificassin la jove més bella en un santuari erigit en honor seu. El mite deia que Eutim alliberà els ciutadans de Tèmesa del seu tribut desafiant l'ànima de Polites i fent-lo fora del país. A continuació, Eutim s'hauria casat amb la jove, amb la qual visqué a Tèmesa fins a una edat avançada. En lloc de morir, Eutim, d'una manera misteriosa, hauria desaparegut al riu Cecina.